# Lista światowego dziedzictwa UNESCO w Afganistanie
Lista światowego dziedzictwa UNESCO w Afganistanie – lista miejsc w Afganistanie wpisanych na Listę światowego dziedzictwa UNESCO, ustanowionej na mocy Konwencji w sprawie ochrony światowego dziedzictwa kulturowego i naturalnego, przyjętej przez UNESCO na 17. sesji w Paryżu 16 listopada 1972 i ratyfikowanej przez Afganistan 20 marca 1979 roku.
Obecnie (stan na wrzesień 2022 roku) na liście znajdują się dwa obiekty dziedzictwa kulturowego – obydwa obiekty znajdują się również na liście światowego dziedzictwa w zagrożeniu.
Na afgańskiej Liście informacyjnej UNESCO (liście obiektów, które Afganistan zamierza rozpatrzyć do zgłoszenia do wpisu na listę światowego dziedzictwa) znajdują się 4 obiekty (stan na wrzesień 2022 roku).

## Obiekty na liście światowego dziedzictwa UNESCO
Poniższa tabela przedstawia afgańskie obiekty na liście światowego dziedzictwa UNESCO:
Nr ref. – numer referencyjny UNESCO
Obiekt – polskie tłumaczenie nazwy wpisu na liście wraz z jej angielskim oryginałem
Położenie – miasto, region; współrzędne geograficzne
Typ – klasyfikacja według Komitetu Światowego Dziedzictwa:
- kulturowe (K)
- przyrodnicze (P)
- kulturowo–przyrodnicze (K,P)

Rok wpisu – roku wpisu na listę
Opis – krótki opis obiektu wraz z informacjami o jego zagrożeniu.
     † zagrożone
| Nr ref. | Obiekt | Zdjęcie | Położenie                                        | Typ                    | Rok  | Opis |
| ------- | --- | ------- | ------------------------------------------------ | ---------------------- | ---- | --- |
| 211     | Minaret i zabytki archeologiczne miasta Dżam Minaret and Archaeological Remains of Jam                                            |         | Ghor 34°23′48″N 64°30′58″E/34,396667 64,516111   | K (ii)(iii)(iv)        | 2002 | Bogato zdobiony minaret (62 m wysokości i 9 m średnicy u podstawy) z ok. 1190 roku, wzniesiony przez sułtana Ghijas ad-Dina. Obiekt jest zagrożony przez brak odpowiedniej ochrony.                                                             |
| 208     | Krajobraz kulturowy i zabytki archeologiczne w dolinie Bamian Cultural Landscape and Archaeological Remains of the Bamiyan Valley |         | Bamian 34°49′35″N 67°49′18″E/34,826389 67,821667 | K (i)(ii)(iii)(iv)(vi) | 2003 | Osiem stanowisk, w tym olbrzymie posągi Buddy wydrążone w skale oraz liczne jaskinie, pozostałości klasztorów buddyjskich, kaplic i sanktuariów z okresu III–V w. W 2001 roku rządzący Afganistanem talibowie zniszczyli dwie nisze z posągami. |

## Obiekty na afgańskiej Liście informacyjnej UNESCO
Poniższa tabela przedstawia obiekty na afgańskiej Liście informacyjnej UNESCO:
Nr ref. – numer referencyjny UNESCO
Obiekt – polskie nazwa obiektu wraz z jej angielskim oryginałem na afgańskiej Liście informacyjnej
Położenie – miasto, region; współrzędne geograficzne
Typ – klasyfikacja według zgłoszenia:
- kulturowe (K)
- przyrodnicze (P)
- kulturowo–przyrodnicze (K,P);

Rok wpisu – roku wpisu na Listę informacyjną
Opis – krótki opis obiektu wraz z informacjami o jego zagrożeniu.
| Nr ref. | Obiekt                                | Zdjęcie | Położenie                                           | Typ                  | Rok  | Opis |
| ------- | ------------------------------------- | ------- | --------------------------------------------------- | -------------------- | ---- | --- |
| 1927    | Herat City of Herat                   |         | Herat 34°20′31″N 62°12′11″E/34,341944 62,203056     | K (i)(ii)(iii)(iv)   | 2004 | Starożytne miasto, założone ok. 500 r. p.n.e. z licznymi zachowanymi zabytkami, m.in. cytadelą z XV w. wzniesioną w miejscu dawnej fortecy z czasów Aleksandra Macedońskiego ok. 330 r. p.n.e., mauzoleum żony Szahrucha, królowej Gouharszad a także mauzoleum perskiego pisarza i poety Abdullaha Ansariego. |
| 1928    | Balch City of Balkh (antique Bactria) |         | Balch 36°46′23″N 66°52′25″E/36,773056 66,873611     | K (ii)(iv)(v)        | 2004 | Starożytne miasto Baktra, stolica Baktrii, z licznymi zabytkami z okresu islamskiego, m.in. grobowcem Khwadży Abu Nasra Parsy z XV w., ruinami medresy z XVII w. oraz z okresu buddyjskiego, m.in. ruinami klasztoru Nau Bahar i stupy Tepe Rustam.                                                            |
| 1946    | Band-e Amir Band-E-Amir               |         | Bamian 34°50′23″N 67°13′51″E/34,839722 67,230833    | P (vii)(viii)(ix)(x) | 2004 | Zespół jezior z wodą o niebieskim zabarwieniu. |
| 5469    | Ogrody Babura w Kabulu Bagh-e Babur   |         | Kabul 34°30′09,8″N 69°09′29,8″E/34,502722 69,158278 | K (iv)               | 2009 | Terasowe ogrody założone w Kabulu przez Babura, założyciela Królestwa Wielkich Mogołów, po podbiciu miasta w 1504 roku. W ogrodach znajduje się grobowiec władcy. |